# Spoistość (geologia)
Spoistość (symbol c) – jeden z parametrów wytrzymałości na ścinanie skał i gruntów (pokrewnym parametrem jest tarcie wewnętrzne szkieletu ziarnowego).
Rzeczywista spoistość jest tworzona przez siły elektrostatyczne w gruntach spoistych, czyli zawierających znaczną ilość minerałów ilastych (m.in. glinach, iłach). Siły te mogą być zmniejszone poprzez wietrzenie lub zmianę chemizmu. Cementacja przez związki (najczęściej tlenki, wodorotlenki, węglany, siarczany) żelaza, krzemu, wapnia, sodu itp. jest uważana za kolejny składnik spoistości rzeczywistej. 
Pozorna spoistość jest wywołana przez siły kapilarne oraz ciśnienie porowe.